# Marius Andruh
Marius Andruh (n. 15 iulie 1954, Smeeni, Buzău, România) este un chimist român, membru titular al Academiei Române (din 2009), vicepreședinte al acesteia (din 4 mai 2022) și președinte al Secției de Științe Chimice. Directorul Institutului de Chimie Organică și Supramoleculară „C. D. Nenițescu” al Academiei Române (2021). De asemenea, a fost Director al Departamentului de Chimie Anorganică al Facultății de Chimie de la Universitatea din București (2003–2019).

## Educație
Marius Andruh a absolvit Liceul „B. P. Hasdeu” din Buzău în anul 1973.
A continuat studiile la Facultatea de Chimie a Universității din București, Secția Chimie anorganică, pe care a absolvit-o în anul 1979.
A obținut titlul de doctor în chimie în anul 1988, conducătoarea tezei fiind reputata chimistă Maria Brezeanu, membră a Academiei Române, după care și-a continuat specializarea post-doctorală la Paris (1991) și la Göttingen (bursier Alexander von Humboldt, 1992-1993).

## Activitatea profesională
În primii 5 ani, Marius Andruh își desfășoară activitatea în zona de producție și cercetare. Astfel, stagiul de 3 ani ulterior absolvirii facultății (1979-1982) îl efectuează la IPRS-Băneasa, iar următorii doi ani la Institutul de Chimie Fizică din București.

## Activitatea didactică
Din 1984 începe să desfășoare activitate didactică în cadrul Catedrei de Chimie anorganică a Facultății de Chimie de la Universitatea din București, devenind profesor (1996) și ocupând apoi poziția de Șef de catedră (2003 - 2019). În paralel, doi ani a fost profesor asociat la Universitatea Québec din Montréal (1994-1996).
A fost Visiting Professor la Universitatea din Bordeaux și Institute Universitaire de France (1998), Universitatea din Göttingen (2001), Universitatea din Brno (2001), Universitatea din Angers (2003, 2004, 2009), Universitatea Pierre et Marie Curie Paris (2005), Universitatea din Jena (2006), Universitatea din Manchester (2006), Universitatea Paul Sabatier, Toulouse (2007), Universitatea Louis Pasteur, Strasbourg (2007, 2009), Universitatea din Valencia (2010), Unversidade Federal Fluminense, Niterói, Rio de Janeiro, 2012, 2013, 2014), Universitatea din Bordeaux - Centre de Recherche Paul Pascal (2014).
Este coautor al unor manuale de chimie pentru gimnaziu și liceu: Chimie pentru clasa a VII-a, a VIII-a, a IX-a și clasa a XII-a (în trei variante) și Problemele de Chimie pentru clasele a IX-a și a X-a.

## Activitatea științifică
Prin cercetările sale, Marius Andruh a contribuit la dezvoltarea chimiei combinațiilor complexe poli-nucleare, cu realizări în următoarele direcții:
- arhitecturi supramoleculare în chimia coordinativă și inginerie cristalină;
- magnetism molecular;
- combinații complexe hetero-poli-nucleare 3d-4f;
- sisteme moleculare și supramoleculare cu trei purtători de spin diferiți;
- materiale moleculare luminescente.

De asemenea:
- a elaborat strategii originale pentru obținerea polimerilor de coordinare prin utilizarea de noduri oligo-nucleare homo- și hetero-metalice;
- a descris noi tipuri de topologii pentru polimerii de coordinare;
- a sintetizat, împreună cu colaboratorii săi, pe baza unei strategii proprii, primii nano-magneți moleculari mono-dimensionali cu trei ioni metalici diferiți;
- a adus contribuții în chimia metalo-supramoleculară: helicați homo- și heterometalici, dreptunghiuri moleculare, metalaciclofani, metalacalixarene, clusteri homo- și hetero-metalici, cristale moleculare obținute prin combinarea și controlul mai multor tipuri de forțe intermoleculare ;
- a utilizat, pentru prima dată, complecșii heteroleptici bis-oxalato ai cromului (III) ca metalo-liganzi pentru obținerea de sisteme hetero-metalice cu punți oxalato.[6][7][8][9][10][11][12][13][14][15][16][17]

Laboratorul pe care îl conduce a făcut parte dintr-o rețea de excelență a Uniunii Europene (Proiect MAGMANet, 2005-2009), care a adunat cele mai prestigioase laboratoare din Europa în domeniul magnetismului molecular. Proiectul MAGMANet s-a finalizat cu înființarea Institutului European de Magnetism Molecular, Prof. M. Andruh fiind membru în Board of Directors (2008-2013). 
A prezentat peste 120 de conferințe plenare și seminare invitate la conferințe științifice internaționale la Universitățile din Göttingen, Bielefeld, Münster, Montréal, Berlin, Bremen, Magdeburg, Bordeaux, Brno, Praga, Pittsburgh, Valencia, Tenerife, Granada, Kazan, Strasbourg, Paris-Sud, Angers, Jena, Toulouse, Chișinău, Manchester, Heidelberg, Freiburg, Mainz, Lyon, Karlsruhe, Keimyung (Coreea de Sud), Sendai (Japonia), Florența, Niterói, Sao Paulo, Rio de Janeiro, Cracovia, Braunschweig, Leipzig, Novosibirsk, Beijing, Tianjin, Kiev, Cagliari, Varșovia, Bangalore, Rennes, Montevideo.
Rezultatele cercetărilor sale sunt publicate în peste 325 de articole și cinci capitole de carte, care au adunat peste 10.000 de citări (h-index = 51 - WoK; 52 - SCOPUS, 56 - Google Academic). Peste 25 de articole au figurat în topul celor mai citate/accesate articole ale unor prestigioase jurnale internaționale: Chemical Communications, Chemistry - A European Journal, Inorganic Chemistry, Dalton Transactions, Crystal Growth & Design, European Journal of Inorganic Chemistry, Coordination Chemistry Reviews, New Journal of Chemistry, CrystEngComm., Inorganica Chimica Acta, etc. 

## Cărți
Este coautor la trei cărți publicate în Editura Academiei Române:
- Combinații complexe polinucleare și aplicațiile lor, M. Brezeanu, Luminița Patron, M. Andruh, Editura Academiei Române, București, 1986.
- Chimia metalelor, M. Brezeanu, Elena Cristurean, Ariana Antoniu, Dana Marinescu, M. Andruh, Editura Academiei Române, București, 1990.
- Forma moleculelor anorganice. O introducere în stereochimia anorganică, M. Andruh, C.I. Lepădatu, Editura Academiei Române, București, 1998.

## Titluri și decorații
Este membru titular al Academiei Române din anul 2001 și ocupă poziția de Președinte al Secției de Științe Chimice din anul 2009.
A fost decorat cu:
- Ordinul Național pentru Merit, în rang de Cavaler (2008).

A primit:
- Titlul de Doctor Honoris Causa al Universității de Vest din Timișoara (2013)[21];
- Titlul de Doctor Honoris Causa al Universității Babeș-Bolyai (2015)[22];
- Titlul de Doctor Honoris Causa al Universității din Angers (2018)[23];
- Titlul de Doctor Honoris Causa al Universității de Stat din Moldova, Chișinău (2019) [24][25];
- Titlul de Doctor Honoris Causa al Universității Politehnica din București (25 octombrie 2019) [26];
- Titlul de Cetățean de onoare al Municipiului Buzau (23 noiembrie 2018)[27][28][29];
- Titlul de Cetățean de onoare al comunei Dumbrăveni, județul Suceava (15 iunie 2024);
- Diploma de Onoare și Medalia Gheorghe Spacu din partea Societății de Chimie din România (2009);
- Premiul Maria Brezeanu - filiala română a American Chemical Society (2014);
- Gauss Professorship, Akademie der Wissenschaften zu Göttingen, (2006);
- I-a fost acordată Conferința Nenitzescu-Criegee din partea Societății Germane de Chimie (2009);
- Medalia Dr. C. I. Istrati a Societății de Chimie din România (2018);
- Premiul Academica, Gala Gândit în România (2023).

Este membru sau ocupă poziții de conducere în diverse asociații profesionale, naționale și internaționale, sau în comitete editoriale:
- membru al Academia Europaea (2004);
- membru corespondent al Academiei Europene de Științe, Arte și Litere, Paris (2004);
- membru al European Academy of Sciences (2010);
- membru de onoare al Academiei de Științe a Moldovei (2018);
- Președinte al Comisiei Centrale a Olimpiadei Naționale de Chimie;
- membru în comitetul științific al European Conference on Molecular Magnetism (Tomar, 2006; Wroclaw, 2009; Paris, 2011; Karlsruhe, 2013; Zaragoza, 2015, Florența, 2019; Rennes, 2022);
- membru în comitetul științific al International Conference on Molecular Magnetism (Florența, 2008);
- membru în comitetul științific al Winter School on Coordination Chemistry, Karpacz, Polonia (2008, 2010, 2012, 2014, 2016);
- membru în comitetul științific al European Materials Research Society – Symposium ”Design, characterization and modelling of molecule-based magnetic materials” (Strasbourg, 2006), etc;
- membru Comité Scientifique - Chimie, Agence Nationale de la Recherche, Franța (2007-2010, 2015);
- membru Editorial Board Journal of Coordination Chemistry, Magnetochemistry, ChemistrySelect, Inorganica Chimica Acta, Inorganics,Chemistry, Chemistry Journal of Moldova;
- membru de onoare al Societății Române de Știința Materialelor și Creștere a Cristalelor;
- Chairman al celei de a 6-a Conferinte Europene de Magnetism Molecular (București, 2017).
- Redactor șef al Revue Roumaine de Chimie.